# ضروان (همدان)
ضروان هي إحدى قرى عزلة بني مكرم بمديرية همدان التابعة لمحافظة صنعاء، بلغ تعداد سكانها 2936 نسمة حسب تعداد اليمن لعام 2004.